# Jacques Cartier

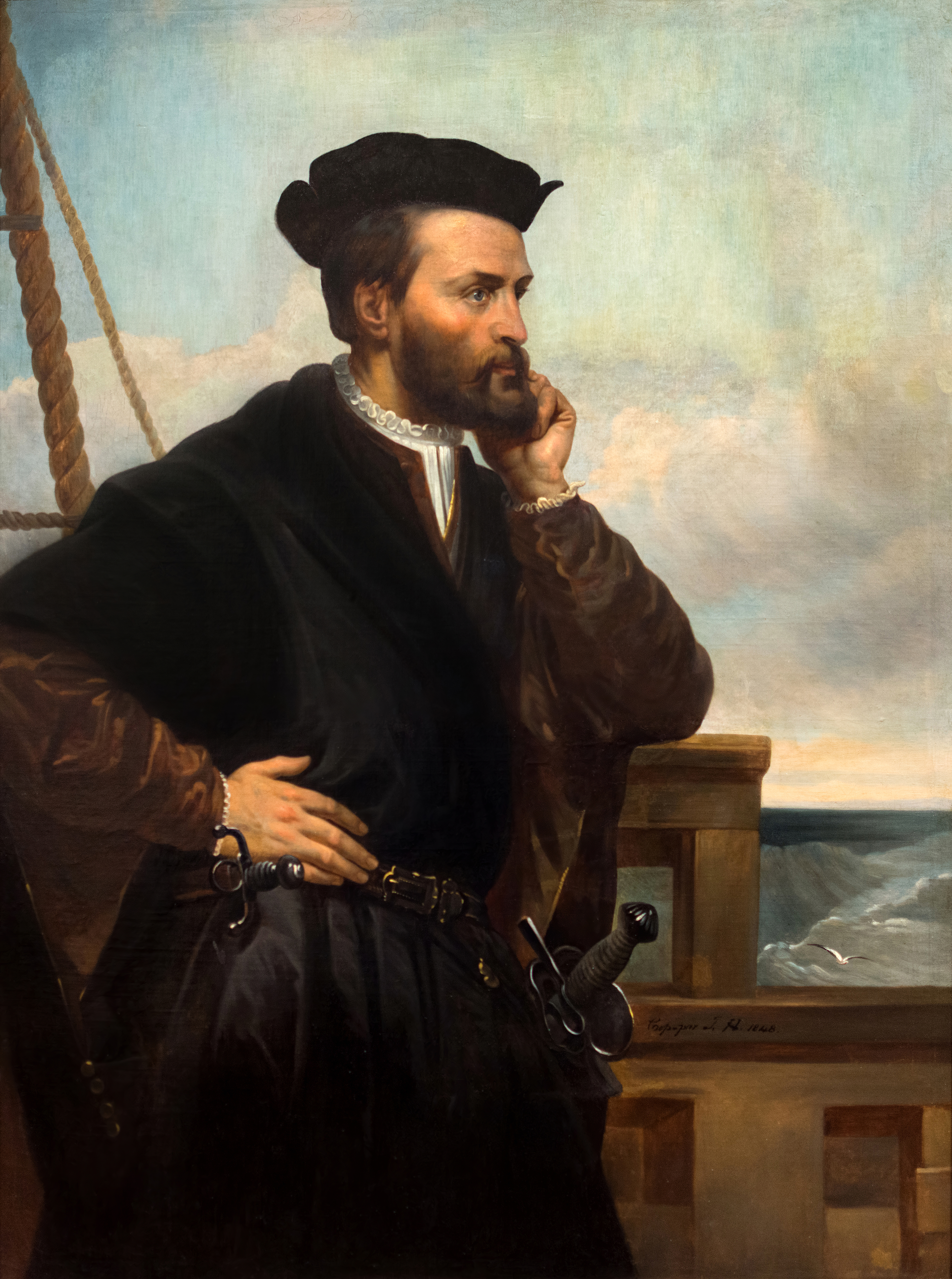
Jacques Cartier

Jacques Cartier (ur. między 7 czerwca a 23 grudnia 1491 lub ok. 1492 w Saint-Malo, zm. 1 września 1557) – francuski korsarz, podróżnik i odkrywca, znany z licznych, wczesnych odkryć na terytorium dzisiejszej Kanady.
Syn urzędnika z Saint-Malo. W kwietniu lub maju 1520 roku poślubił Catherine Des Granches, córkę Jacques'a Des Granches. Małżeństwo to pozostało bezdzietne.
W 1523 roku był nawigatorem w czasie wyprawy Giovanniego da Verrazzano, badającego wybrzeża Karoliny Północnej i Południowej, Nowego Jorku i Maine.
W 1532 roku kardynał Jean Le Veneur zaproponował Franciszkowi I, królowi Francji, zorganizowanie wyprawy do Nowego Świata; jako dowódcę wyprawy wskazywał Cartiera. Franciszek I zgodził się sfinansować wyprawę. Władca liczył, że żeglarz odnajdzie drogę do Chin.
Cartier z Saint-Malo wypłynął 20 kwietnia 1534 roku, mając do dyspozycji 2 statki i 61 ludzi.
W roku 1534 wyruszył na poszukiwanie zachodniej drogi morskiej do Azji. Wówczas opłynął Nową Fundlandię i wpłynął do Zatoki Świętego Wawrzyńca. Następnie 26 czerwca tego roku odkrył Wyspy Magdaleny, a 29 czerwca Wyspę Księcia Edwarda. Dotarł wreszcie do stałego lądu. Na półwyspie Gaspé uroczyście wziął odkryty kraj w posiadanie Francji. W połowie lipca 1534 roku spotkał się z życzliwym przyjęciem ze strony mieszkańców indiańskiej osady Stadaconé.
Przed nadejściem zimy 1534 Cartier wrócił do Francji z dwoma synami Donnacony, jednego z indiańskich wodzów. W czasie pobytu w Bretanii nauczyli się języka francuskiego i zostali później tłumaczami Cartiera. Przekazali mu też relacje na temat królestw Saguenay, Kanata i Hochelaga; Cartier identyfikował je z Chinami.
Na drugą wyprawę Cartier wyruszył w 1535 roku. Miał do swojej dyspozycji trzy statki, a jego mocodawcą był król Franciszek I.
W 1535 roku dotarł do Stadaconé, gdzie dowiedział się, że Kanata oznacza w języku miejscowych Indian „wieś”; w tymże roku 6 sierpnia nadał nazwę wyspie Île aux Coudres. Sagueanay okazała się rzeką. W październiku 1535 dotarł do Hochelagi. W 1536 roku powrócił do Francji.
Od 1538 roku planował nową wyprawę do Ameryki.
Po raz trzeci wyruszył w maju 1541 roku. Oficjalnym celem wyprawy było nawracanie pogan. Starzejący się Franciszek I postawił na czele ekspedycji Jean-François de La Rocque de Robervala, bogatego szlachcica. Jako pierwszy do Nowego Świata wypłynął Cartier, dysponujący 5 okrętami i 300 ludźmi. Zbadawszy dolny bieg Rzeki Świętego Wawrzyńca, 23 sierpnia dotarł do Stadaconé. Przezimował tam, czekając na de Robervala. Wiosną 1542 roku zdecydował się wrócić do Francji. Po drodze, przy wybrzeżu Nowej Fundlandii, spotkał się z Robervalem. Cartier nie zawrócił, wbrew rozkazom dowódcy, i przekonany, że wiezie diamenty, kontynuował podróż do Europy.
W 1544 roku tłumaczył się przed królewskim trybunałem z poczynionych wydatków.
Kontynuatorem odkryć zapoczątkowanych przez Jacques’a Cartiera był Samuel de Champlain.
Na jego cześć nazwano rzekę i górę w Kanadzie.